# Suiyang (Zunyi)
Suiyang (chinesisch 绥阳县, Pinyin Suíyáng Xiàn) ist ein chinesischer Kreis der bezirksfreien Stadt Zunyi in der Provinz Guizhou. Er hat eine Fläche von 2.556 km² und zählt 384.700 Einwohner (Stand: Ende 2018). Hauptort ist die Großgemeinde Yangchuan (洋川镇).

## Administrative Gliederung
Auf Gemeindeebene setzt sich der Kreis aus zwölf Großgemeinden und drei Gemeinden zusammen. Diese sind:
- Großgemeinde Yangchuan 洋川镇
- Großgemeinde Zhengchang 郑场镇
- Großgemeinde Wangcao 旺草镇
- Großgemeinde Puchang 蒲场镇
- Großgemeinde Fenghua 风华镇
- Großgemeinde Maoya 茅垭镇
- Großgemeinde Jianba 枧坝镇
- Großgemeinde Kuankuo 宽阔镇
- Großgemeinde Huangyang 黄杨镇
- Großgemeinde Qinggangtang 青棡塘镇
- Großgemeinde Taibai 太白镇
- Großgemeinde Wenquan 温泉镇

- Gemeinde Tailucao 大路槽乡
- Gemeinde Xiaoguan 小关乡
- Gemeinde Pingle 坪乐乡